# 斯科特·阿特拉斯
斯科特·阿特拉斯（Scott William Atlas，1955年7月5日—）是美国一名神经放射学教授、政治评论员和医疗保健政策顾问。他同時也是保守派智库胡佛研究所的高级研究员 。
2020年8月，阿特拉斯被美國總統唐納·川普任命為白宫冠状病毒工作组顾问。期間阿特拉斯传播2019冠狀病毒病疫情相關錯誤資訊，例如聲稱戴口罩和保持社交距離对阻止2019冠狀病毒病疫情擴散沒有效果   。此外阿特拉斯在2019冠狀病毒病疫情期间還鼓勵年輕人接觸並感染嚴重急性呼吸系統綜合症冠狀病毒2型以產生群体免疫、主張因疫情暫時關閉的学校和企业應迅速重新开放、認為美國各州不应该實行病毒全民检测，并呼籲美國人民抵制美國各州为防止2019冠狀病毒病疫情擴散而采取的居家令等限制措施。2020年11月30日，阿特拉斯辞去白宫冠状病毒工作组顾问一職。